# Vera Isler-Leiner
Vera Isler-Leiner, nota anche come Vera Isler (Berlino, 28 maggio 1931 – Basilea, 22 settembre 2015) è stata una fotografa svizzera di origini miste, essendo nata in Germania da padre polacco e madre ungherese.

## Biografia
Nata dal polacco Heinz Leiner e dall'ungherese Louise Reichmann, ebbe due sorelle. Con l'avvento del nazismo, i genitori nell'intento di proteggere le figlie, le mandarono nel Canton Appenzello Esterno in Svizzera nel 1936 presso l'orfanotrofio Sanitas di Teufen. I suoi genitori furono uccisi nel Campo di sterminio di Bełżec in Polonia nel 1942. La ragazza proseguì i suoi studi tra le cittadine di Teufen e Trogen nel periodo tra il 1938 e il 1949. Successivamente, negli anni Cinquanta lavorò come assistente di laboratorio di tecnologia medica presso l'Ospedale universitario di Berna.
In questo primo periodo in cui il suo interesse verso l'arte si fece più intenso, non aveva ancora ben chiara la direzione da intraprendere: recita, presenta in TV, crea oggetti con materiali differenti, sperimentando e partecipando a varie mostre. Negli anni 1963-1968 si dedicò alla realizzazione di opere tessili, mentre nel periodo successivo tornò alla creazione di oggetti di varia natura (scarti di cartone medico, legno, alluminio e cemento in rilievi geometrici). Tra il 1978 e il 1984 creò i "cromomi-omi", la storia del DNA e della genetica per la quale scelse la scultura, l'incisione a piombo, le fotografie. Anni intensi in cui ricevette commissioni per opere pubbliche come l'installazione murale tessile a Zurigo, un murale in rilievo in cemento all'interno della piscina comunale e un affresco nel palazzetto dello sport, entrambi a Basilea.
Nel 1980 trascorse diversi mesi a New York, Los Angeles, San Francisco, in cui incontrò e divenne amica di Keith Haring e di Richard Hambleton e viaggiò in Siberia, Giappone, Cina e Australia. A partire dal 1981 la fotografia inizierà ad occupare un ruolo sempre più importante nella sua produzione artistica, dapprima con l'architettura e la riproduzione di opere d'arte, poi nel 1986 con il ritratto di persone ultraottantenni usando procedimenti pioneristici, pubblicati nel volume Schaut uns an (Guardaci).
Nel 1988 espose nella mostra internazionale L'immagine delle donne a Siena presso il Palazzo San Galgano, Facoltà di Lettere dell'Università, cui parteciparono molte fotografe, tra le altre, Adriana Argalia, Eva Besnyö, Elisabetta Catamo, Carla Cerati, Halina Holas-Idziak, Edith Lechtape, Verita Monselles, Helen Sager, Leena Saraste, Giuliana Traverso, Helga von Brauchitsch, curata da Marinella Giannini e Mauro Tozzi
Nel decennio successivo crebbe la sua notorietà col ritratto di personaggi famosi su grande formato, riuniti in un primo volume dal titolo Face to Face, Artists e successivamente Face to Face II. Tra i molti personaggi ritratti: Gilbert & George, Stephan Balkenhol, Valie Export, Pipilotti Rist, Nam June Paik, Rebecca Horn, Bill Viola, Jenny Holzer. I ritratti, tutti in bianconero, sono stampe approssimativamente a grandezza naturale con lo scopo di far incontrare "faccia a faccia" il fotografo e l'artista, l'osservatore e la persona ritratta.
Isler ha pubblicato i suoi racconti su giornali e riviste, tra i quali Das Magazin, Neue Zürcher Zeitung, Du, Der Spiegel, Stern, Die Weltwoche ed altri. Nel 2000 Isler ha pubblicato "Auch ich", un'autobiografia in cui ha scritto le sue esperienze sulla lotta contro il cancro al seno.

## Pubblicazioni
- Bildband Rollenwechsel. Fotografenporträts, F. Reinhardt, 1992 - ISBN 978-3-7245-0770-3
- Auch ich..., Autobiographie, Edition Ost, 2000 - ISBN 3-89793-021-8